# Eduardo Mella
Eduardo Mella Mella (1907-1986) fue un abogado y político chileno, que ejerció como diputado por la antigua provincia de Colchagua entre 1945 y 1949. Fue también director del periódico El Cóndor de Santa Cruz.

## Biografía
Nació en Chépica, departamento de Santa Cruz, provincia de Curicó, el 18 de agosto de 1907. Hijo de Eduardo Mella Salomó y de Griselda Mella Mella. Casado en Santiago de Chile el 2 de enero de 1942, con Elena Saa Olmos, matrimonio del cual nacen 2 hijos: Raúl Eduardo y Sonia Elena.
Estudió en el Liceo de Curicó y en la Escuela de Derecho en la Universidad de Chile. Juró como abogado el 7 de enero de 1936. Su tesis se tituló “Obligaciones naturales.”
Se dedicó a ejercer su profesión en Río Bueno, luego se trasladó a Santa Cruz, donde actuó hasta 1945. Fue abogado de la Caja Nacional de Ahorros. Secretario del Juzgado de Letras de Santa Cruz, notario suplente en varias oportunidades y Gobernador suplente del departamento de Santa Cruz. Funcionario de la Caja de Retiro y Previsión Social de la Empresa de los Ferrocarriles del Estado, entre 1949 a 1967. Desde este último año, trabajó en la comuna de San Miguel, en Santiago.
Militó en el Partido Radical de Chile, fue presidente del Frente Popular Departamental de Santa Cruz; presidente de la Alianza Democrática, y de la Asamblea Radical de Santa Cruz. Vicepresidente de las antiguas Juntas Provinciales del Partido, delegado de Colchagua ante los Consejos Provinciales y comisionado a casi todas las Convenciones de la colectividad desde 1937. Presidente de la Asamblea Radical de San Miguel. Posteriormente, ingresó a la Democracia Radical, de la cual fue su presidente, entre 1969 y 1970, y reelecto de 1971 a 1972.
Fue elegido Diputado por 10.ª Agrupación Departamental de San Fernando y Santa Cruz, en el período de 1945 a 1949. Integró las comisiones de Industrias, Educación Pública, y Constitución, Legislación y Justicia.
Miembro, secretario y presidente del Rotary Club de Santa Cruz, de la Junta de Beneficencia Escolar, del Cuerpo de Bomberos, y presidente de Centro de Padres y Vecinos de la Escuela N.°2 de Santa Cruz, hasta 1945. Participó como secretario y presidente del Rotary Club de San Miguel, desde 1956.
Murió el 24 de junio de 1986, en su casa de San Miguel, Santiago.